# Karsten Bjarnholt
Karsten Bjarnholt (født 11. oktober 1944 på Frederiksberg) er en dansk digter.
Bjarnholt er uddannet fra lærerseminariet i 60'erne og fra Forfatterskolen under Poul Borum.
Debuterede i Hvedekorn i 1966 og med sin første egen digtsamling Albert og Victoria i 1970 på forlaget Arena. Bjarnholt var formand for lyrikerne i Dansk Forfatterforening fra 2010 - 2014.
Parallelt med sin forfatterkarriere har Karsten Bjarnholt desuden arbejdet som observationskoloniforstander i Fredensborg fra 1984 frem til 2000 og herefter som konsulent i skoleforvaltning indtil 2012. 
I 2020 modtog Bjarnholt Skulderklaplegatet.